# Agulla per als cabells
Una agulla per als cabells és un element llarg utilitzat per sostenir el cabell d'una persona en el seu lloc. Es pot utilitzar simplement per assegurar que el cabell llarg quedi de banda per a més comoditat o com a part d'un pentinat més elaborat. L'evidència més primerenca d'adorns per als cabells es localitza a les estatuetes de Venus, com la Venus de Brassempouy i la Venus de Willendorf. La creació de diversos pentinats, especialment entre les dones, sembla comuna a totes les cultures i èpoques i nombroses societats del passat i de l'actualitat fan servir aquests accessoris.

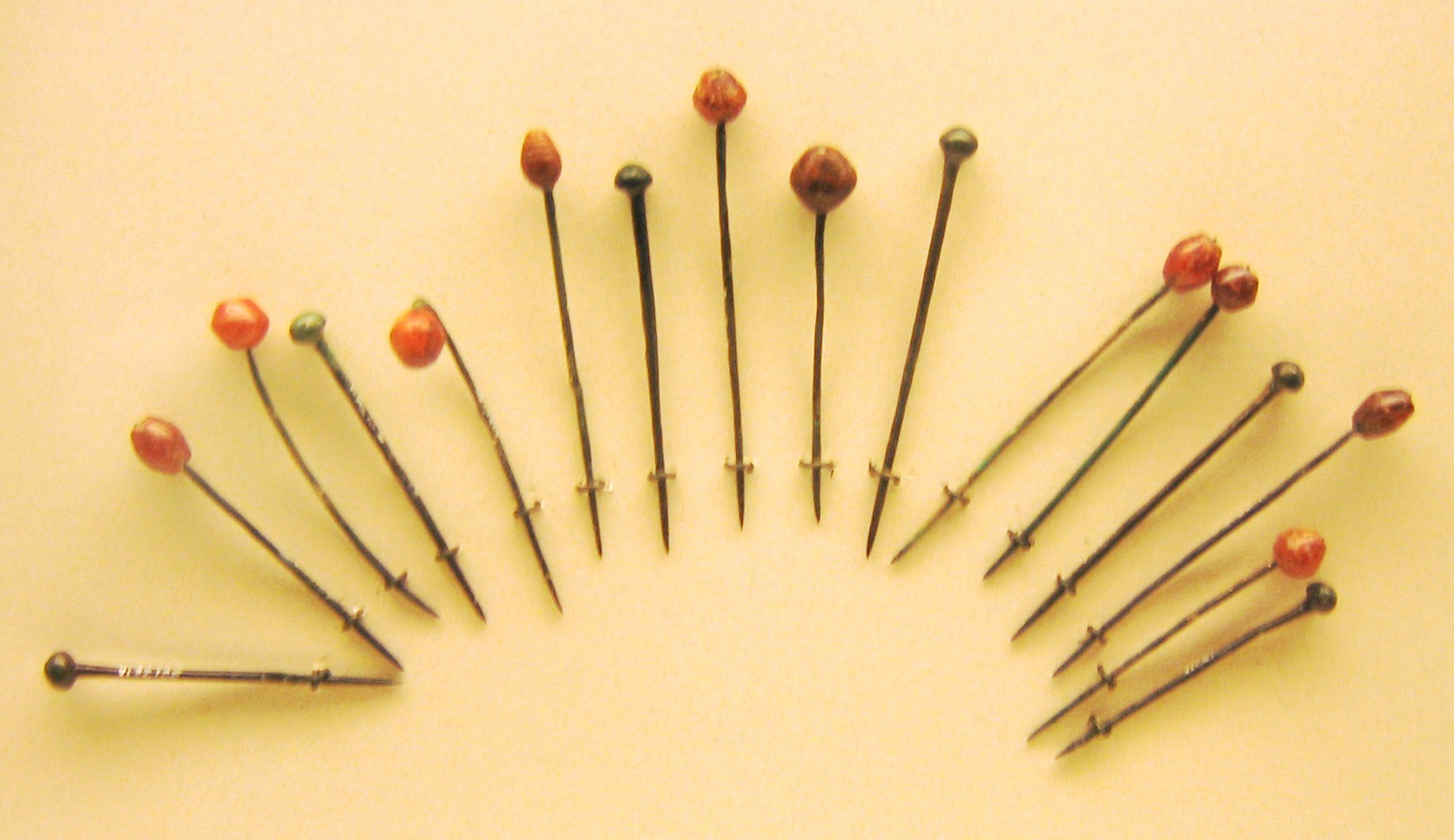
Agulles per als cabells, c. 600 a. C
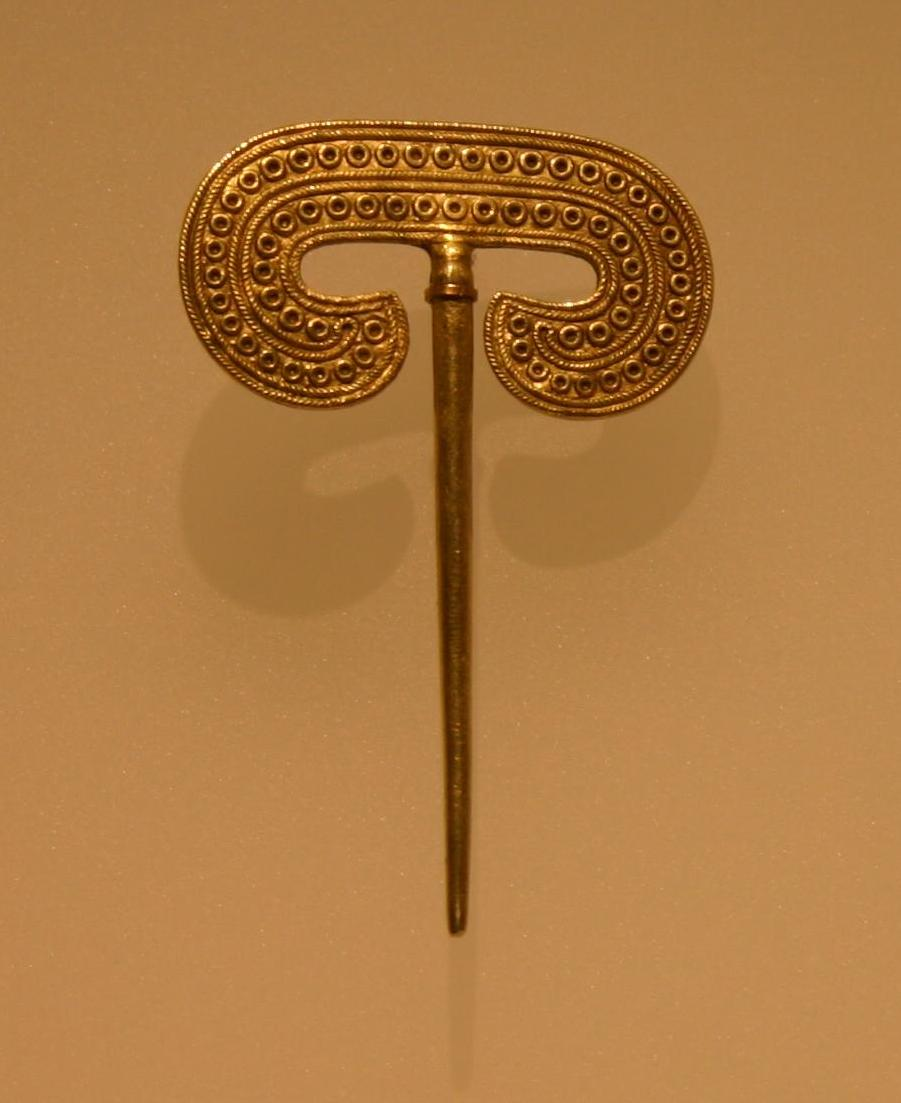
Agulla daurada de la Còlquida
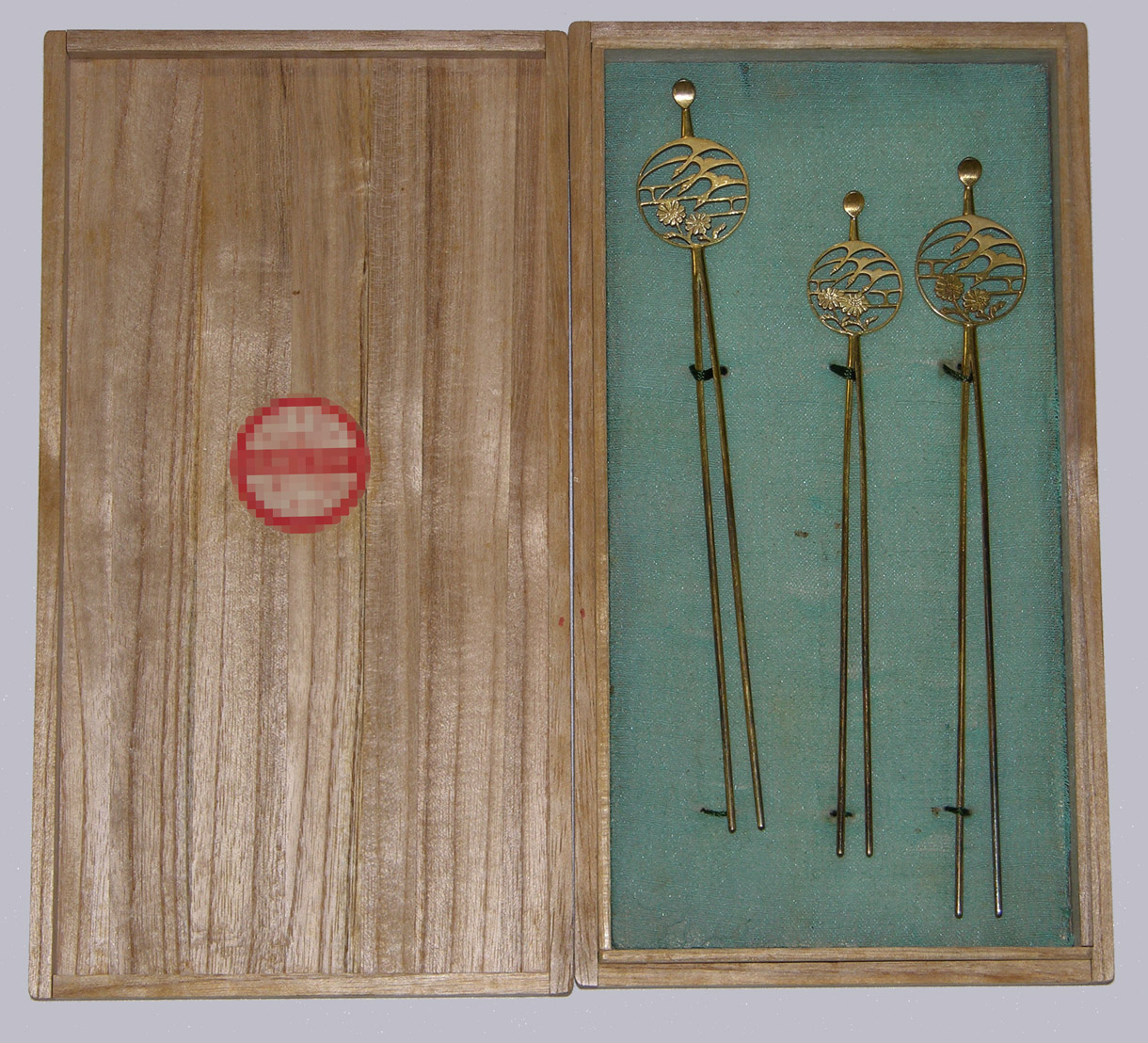
Agulles del Japó, d'època desconeguda
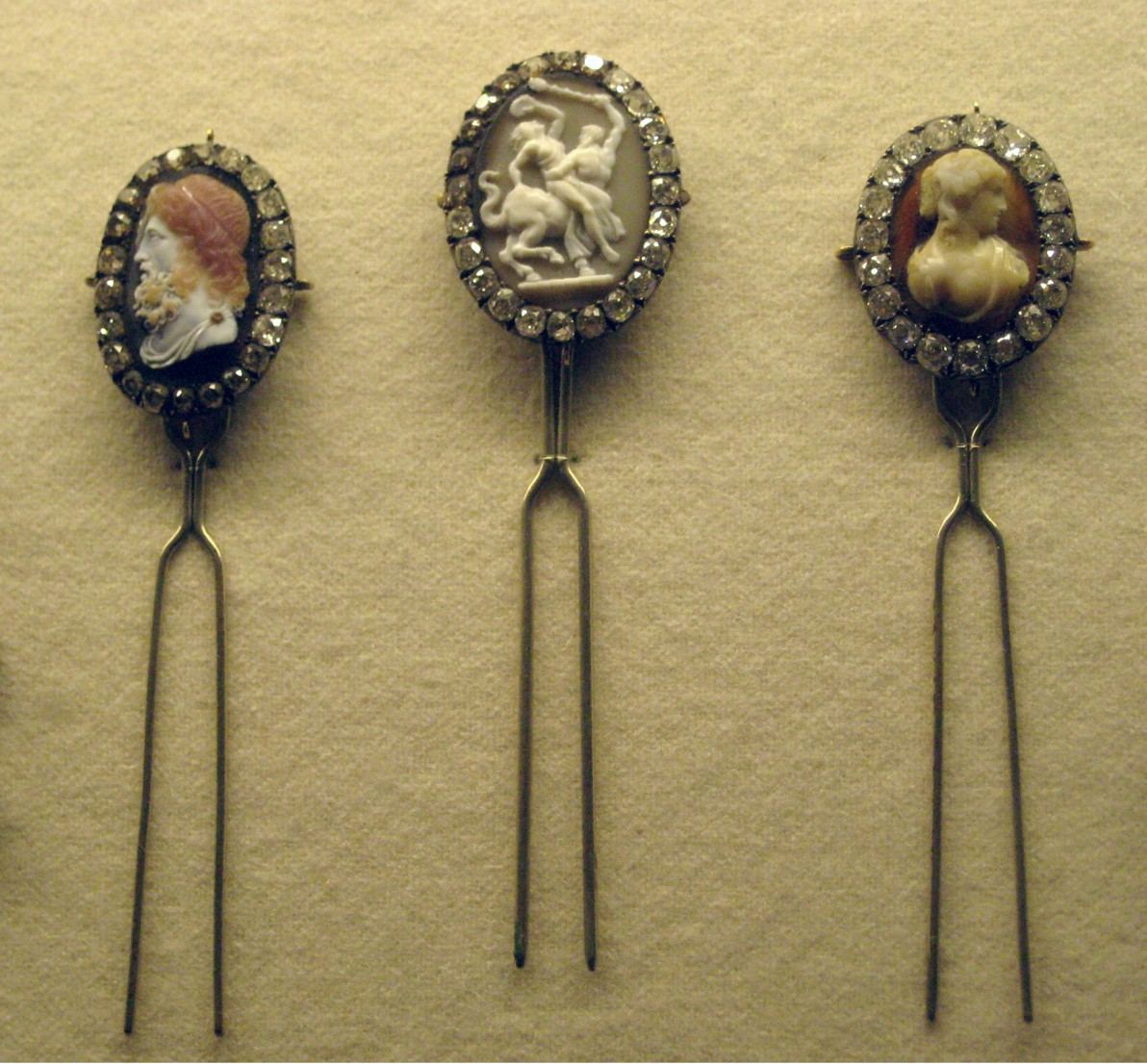
Agulles russos, de Moscou, probablement del segle xviii o xix

Les agulles per als cabells utilitzats a Assíria i l'antic Egipte eren de materials com metall, vori, bronze, fusta tallada, entre d'altres. La seva funció era sostenir pentinats elaborats. Aquests elements suggereixen, com mostren les tombes, que van ser objectes de luxe entre els egipcis i després entre els grecs, els etruscs i els romans. El 1901, Ernest Godward, originari de Nova Zelanda, va inventar el pin espiralat, un instrument que li va portar gran èxit i que va ser el predecessor de la forquilla per als cabells.
L'agulla pot tenir un propòsit estètic (si està decorat com una joia i té ornaments) o pot ser simplement utilitari (gairebé invisible, emprada per deixar el cabell acomodat al seu lloc). Alguns consisteixen en una simple agulla, però les versions modernes presenten cables de diverses longituds que poden doblegar-se per la meitat, amb un extrem acabat en forma d'U i petits doblecs a l'altre. Aquests accessoris solen tenir una mida de 5 a 15 cm de llarg, això permet que siguin col·locats en diversos estils de pentinats. Aquests doblecs permeten sostenir l'agulla quan es fa moviments. Kelly Chamandy va patentar una agulla per als cabells el 1925.

## A la cultura xinesa
Les agulles per als cabells, coneguts com fa-zan (en xinès, 髮簪) són un important símbol en la cultura de la Xina. A l'Antiguitat, ambdós sexes els utilitzaven, atès que eren elements essencials per al pentinat de cada dia, sobretot per assegurar i conservar un monyo. A més, les agulles de les dones representaven el seu estatus social.

A la cultura Han (202 aC - 220), quan les nenes arribaven als quinze anys d'edat, participaven d'un ritu d'iniciació anomenat jī lǐ (en xinès, 筓禮) és a dir, «iniciació de l'agulla per als cabells». Aquesta cerimònia marcava la maduresa de les joves. Particularment, abans dels quinze anys d'edat, les dones no usaven aquests accessoris, ja que portaven els cabells trenats i eren tractades com a nenes. En canvi, després de la cerimònia, eren considerades dones i començaven a pentinar-se amb rodets assegurats per una agulla. Aquesta pràctica indicava que ja es podien casar. No obstant això, si una dona no es casava abans dels vint anys d'edat, o no havia passat per aquesta cerimònia, havia de fer un ritual a aquesta edat.

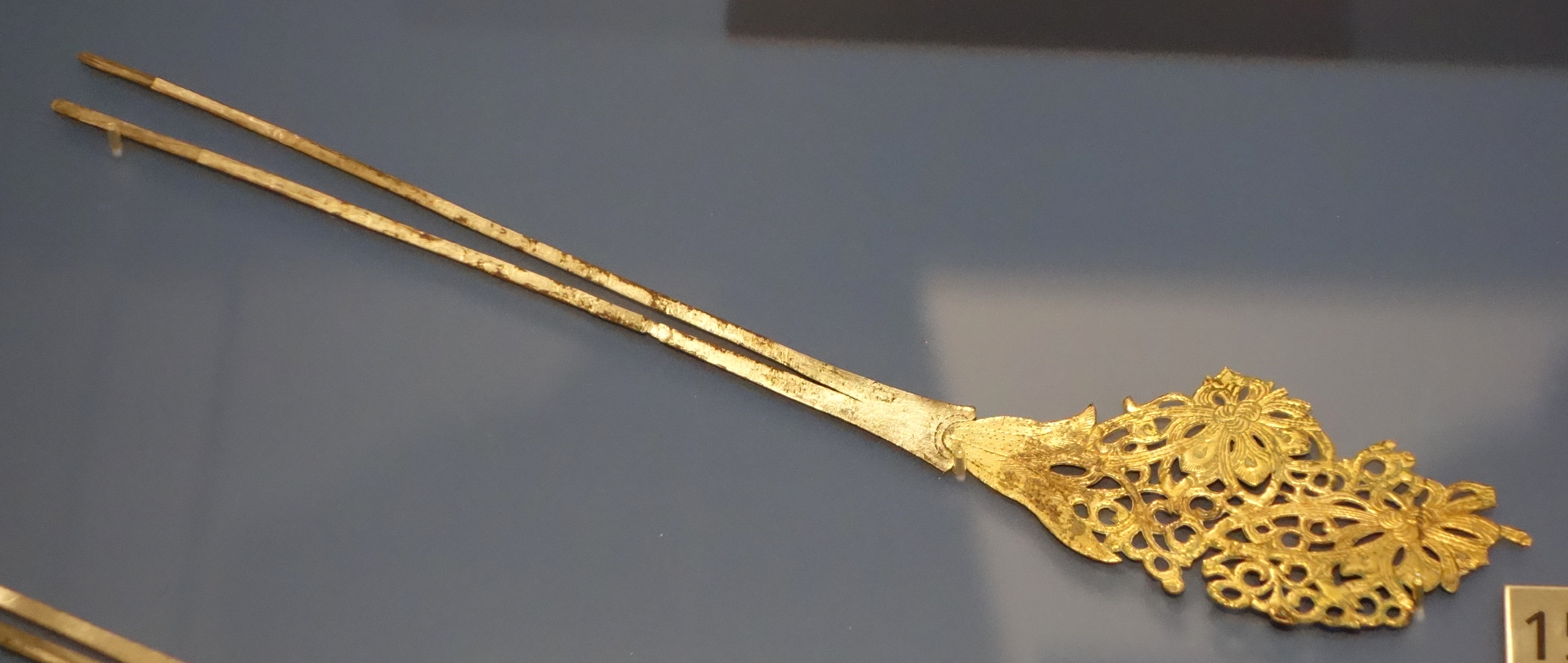
Agulla de la dinastia Tang (618–907)
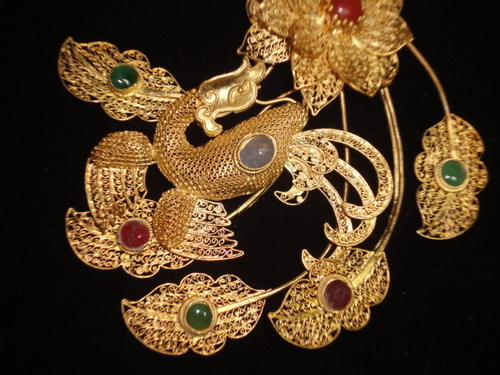
Agulla de la dinastia Ming (1368–1644)

La cerimònia equivalent per als homes s'anomenava guān lǐ (en xinès, 冠禮) és a dir, «iniciació del barret» i tenia lloc als vint anys. Al segle xxi, el moviment Hanfu, que pretén revitalitzar les cerimònies tradicionals, proposa que l'edat ideal per dur a terme aquests ritus és als vint anys d'edat. Si bé les agulles poden representar la transició de la infància a l'adultesa, estan íntimament lligades al matrimoni. En el moment del compromís, la promesa pren l'agulla dels cabells i els lliura al seu xicot com a garantia. Això pot ser vist com una inversió de la tradició occidental, segons la qual el futur nuvi li lliura un anell de compromís a la seva parella. Després del casament, el marit col·loca l'agulla a la seva esposa als cabells.

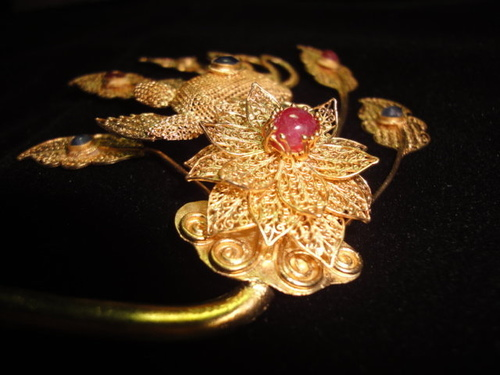
Agulla de la dinastia Ming (1368–1644)
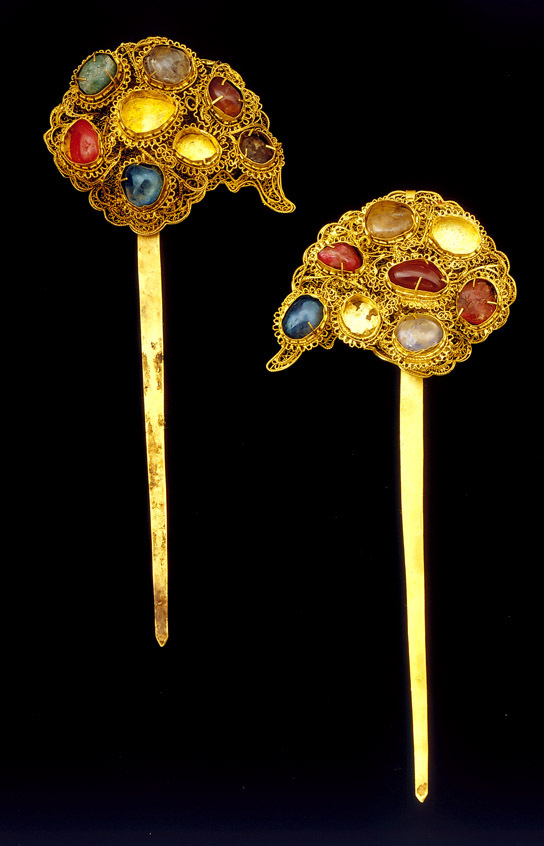
Agulles de la dinastia Ming, segle xv
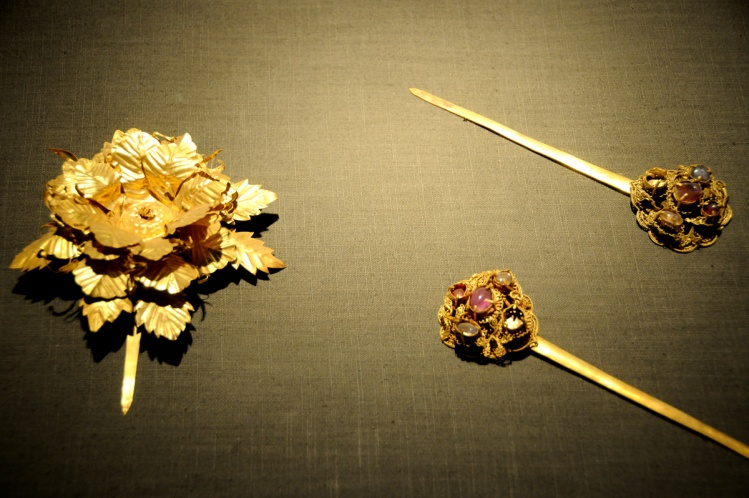
Agulles de la dinastia Ming, segle xv

El cabell sempre va comportar molts significats psicològics, filosòfics, romàntics i culturals a la cultura xinesa. A l'ètnia Han, les paraules jié fà (en xinès, 結髮) signifiquen literalment «cabells lligats» i es fan servir per referir-se a la unió de dues persones. Durant el casament, algunes parelles xineses intercanvien un floc de cabell com a prova d'amor, i altres parteixen en dues una agulla, les parts de la qual després conserva cadascun. Si en algun moment la parella se separa, en reunir-se, les dues meitats de l'agulla funcionen com a prova de la identitat i símbol de la reunió. Alhora, s'utilitzen les paraules jié fà fūqī (en xinès, 結髮夫妻) «parella amb cabells» per referir-se a una parella heterosexual casada; aquests termes impliquen que la seva relació és íntima i feliç, com els cabells que es troben recollits junts.